# Arnarstakkur
Arnarstakkur är en bergstopp i republiken Island. Den ligger i regionen Suðurland, 160 km sydost om huvudstaden Reykjavík. Toppen på Arnarstakkur är 329 meter över havet.
Trakten runt Arnarstakkur är nära nog obefolkad, med mindre än två invånare per kvadratkilometer. Närmaste större samhälle är Vík í Mýrdal, nära Arnarstakkur. Trakten runt Arnarstakkur består i huvudsak av gräsmarker.